# 特蕾西娅草坪

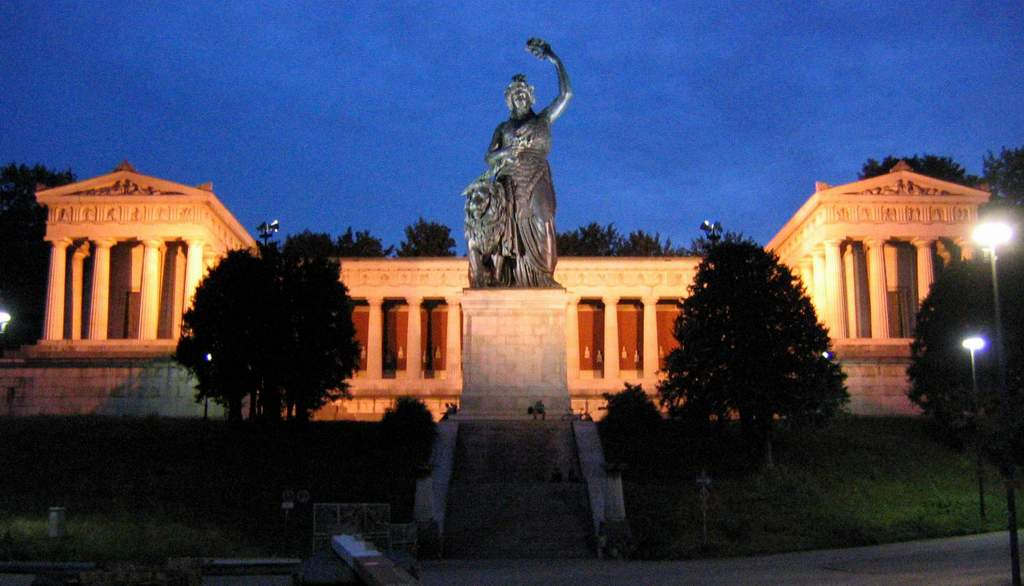
特蕾西娅草坪

特蕾西娅草坪（德語：Theresienwiese）位于慕尼黑的路德维希郊区-伊萨尔郊区（Ludwigsvorstadt-Isarvorstadt），为慕尼黑啤酒节的官方举办地点。它占地420,000平方米，西到巴伐利亚雕塑，东到世界语广场（Esperantoplatz）。
特蕾西娅草坪得名于路德维希一世的妻子特蕾西娅，他们于1810年在此举行婚礼。此后，慕尼黑啤酒节每年都在此举行，以庆祝这一事件。此外，每年4月，德国最大的跳蚤市场之一，也在那里举行。
特蕾西娅草坪位于市中心的西南。慕尼黑地铁设有特蕾西娅草坪地铁站，